# VoIP Phone
VoIP Phone hay IP Phone là dòng điện thoại thông minh được phát triển trên nền tảng VoIP. Đây có thể nói là bước tiến trong ngành viễn thông cùng với thời đại bùng nổ Internet. Khác hẳn với dòng điện thoại analog truyền thống, IP Phone sử dụng mạng toàn cầu Internet để truyển dữ liệu thoại có chứng thực (dùng tài khoản do nhà cung cấp dịch vụ SIP Provider cấp). IP Phone có thể là một thiết bị giống như điện thoại thông thường hoặc là một phần mềm (softphone) chạy trên máy tính.